# Navacerrada
Navacerrada è un comune spagnolo di 1 953 abitanti situato nella comunità autonoma di Madrid, parte della comarca di Cuenca del Guadarrama. È importante nella zona in cui è situato per la produzione di prodotti tipici, quali formaggi caprini e vino rosso.
Durante il mese di marzo si svolge una famosa sagra popolare nota per il tipico menù popolare.